# Finnischer Fußballpokal 1963
Der Finnische Fußballpokal 1963 (finnisch Suomen Cup 1963) war die neunte Austragung des finnischen Pokalwettbewerbs. Er wurde vom finnischen Fußballverband ausgetragen. Das Finale fand am 20. Oktober 1963 im Olympiastadion Helsinki statt. 
Pokalsieger wurde Haka Valkeakoski. Das Team setzte sich im Finale gegen Meister Lahden Reipas mit 1:0 durch und qualifizierte sich damit für den Europapokal der Pokalsieger. Titelverteidiger Helsingin Palloseura war in der zweiten Runde gegen Kronohagens IF ausgeschieden.
Alle Begegnungen wurden in einem Spiel ausgetragen. Bei unentschiedenem Ausgang wurde das Spiel um zweimal 15 Minuten verlängert. Stand danach kein Sieger fest,  wurde das Spiel auf des Gegners Platz wiederholt. Bis zur 3. Runde hatten unterklassige Teams Heimrecht.

## Teilnehmende Teams
Für die erste Hauptrunde waren 35 Vereine der ersten und zweiten Liga direkt qualifiziert. Dazu kamen 29 Mannschaften der dritten und vierten Liga, die nach drei Qualifikationsrunden startberechtigt waren.
| Veikkausliiga (8) | Ykkönen Ost (10) | Ykkönen West (9) | Ykkönen Nord (8) |
| --- | --- | --- | --- |
| - Haka Valkeakoski - Helsingin Palloseura - Kronohagens IF - Kotkan Työväen Palloilijat - Lahden Reipas - Mikkelin Pallo-Kissat - TaPa Tampere - Turku PS | - HJK Helsinki - Helsingin Ponnistus - Jämsänkosken Ilves - Käpylän Urheilu-Veikot - Kuusankosken Puhti - Lahden Pallo-Miehet - Malmin Palloseura - Mikkelin Palloilijat - Sudet Kouvola - Töölön Vesa | - Hämeenlinnan Pallokerho - Ilves-Kissat Tampere - Kalevan Pallo-Pojat - Messukylän Toverit - RU-38 Pori - Tampereen Kisa-Toverit - Turun Pallokerho - Turun Teräs - Turun Toverit | - Kajaanin Palloseura - Kokkolan Palloveikot - Kuopion Pallotoverit - Rovaniemi PS - Seinäjoen Sisu - Oulun Palloseura - Oulun Työväen Palloilijat - Vaasan PS |
| Maakuntasarja (22) | Maakuntasarja (22) | Maakuntasarja (22) | Aluesarja (7) |
| - Ådalens IF - Äänekosken Huima - IF Drott - Helsingin Kullervo - Herttoniemen Urheilijat - Imatran Pallo-Salamat - Joensuun Palloseura - Kajaanin Reipas | - Kallion PS - BK-46 Karis - Kemin Into - Kuopion Elo - Lahden Palloseura - Lappeenrannan Pallo - Mussalon Oras                                                                                        | - Peli-Karhut Jalkapallo - Porvoon Akilles - Salon Palloilijat - Tornion Pallo -47 - Turun Weikot - Uudenkaupungin Roima - Valkeakosken Koskenpojat                                | - Hyvinkään Apollo - Lapuan Työväen Urheilijat - Mikkelin Peli-Pojat - Pitäjänmäen Tarmo - Raholan Pyrkivä - Sääksjärven Loiske - Vaasan PS                    |

## 1. Runde
|                           | Ergebnis |                            |
| ------------------------- | -------- | -------------------------- |
| Lappeenrannan Pallo       | 3:1      | Porvoon Akilles            |
| Peli-Karhut Jalkapallo    | 1:4      | Herttoniemen Urheilijat    |
| Mussalon Oras             | 2:5      | Lahden Pallo-Miehet        |
| Pitäjänmäen Tarmo         | 2:9      | Turun Toverit              |
| Kemin Into                | 1:3      | Kajaanin Reipas            |
| Joensuun Palloseura       | 4:2      | Kuopion Elo                |
| Turun Teräs               | 0:1      | TaPa Tampere               |
| Turun Weikot              | 1:5      | Haka Valkeakoski           |
| Äänekosken Huima          | 8:0      | Kajaanin Palloseura        |
| Vaasan PS                 | 1:3      | Seinäjoen Sisu             |
| Valkeakosken Koskenpojat  | 3:1      | Mikkelin Pallo-Kissat      |
| Raholan Pyrkivä           | 0:4      | Tampereen Kisa-Toverit     |
| Mikkelin Peli-Pojat       | 2:0      | Jämsänkosken Ilves         |
| Mikkelin Palloilijat      | 0:2      | Kotkan Työväen Palloilijat |
| Kallion PS                | 0:1      | Sudet Kouvola              |
| Hämeenlinnan Pallokerho   | 2:4      | HJK Helsinki               |
| IF Drott                  | 0:3      | Vaasan PS                  |
| Kalevan Pallo-Pojat       | 2:0      | Helsingin Ponnistus        |
| Tornion Pallo -47         | 4:0      | Rovaniemi PS               |
| Kuusankosken Puhti        | 0:1      | Kuopion Pallotoverit       |
| Hyvinkään Apollo          | 2:1      | Helsingin Kullervo         |
| Messukylän Toverit        | 0:5      | Lahden Reipas              |
| Sääksjärven Loiske        | 2:7      | Lahden Palloseura          |
| Imatran Pallo-Salamat     | 4:6      | Ådalens IF                 |
| Malmin Palloseura         | 2:3      | Turun Pallokerho           |
| Töölön Vesa               | 0:4      | Turku PS                   |
| Oulun Palloseura          | 4:0      | Oulun Työväen Palloilijat  |
| Lapuan Työväen Urheilijat | 3:7      | Kokkolan Palloveikot       |
| Uudenkaupungin Roima      | 0:4      | RU-38 Pori                 |
| Salon Palloilijat         | 0:1      | Ilves-Kissat Tampere       |
| BK-46 Karis               | 2:4      | Kronohagens IF             |
| Käpylän Urheilu-Veikot    | 3:4      | Helsingin Palloseura       |

## 2. Runde
|                          | Ergebnis  |                            |
| ------------------------ | --------- | -------------------------- |
| Lappeenrannan Pallo      | 4:1       | Herttoniemen Urheilijat    |
| Lahden Pallo-Miehet      | 1:0       | Turun Toverit              |
| Kajaanin Reipas          | 1:2       | Joensuun Palloseura        |
| TaPa Tampere             | 0:5       | Haka Valkeakoski           |
| Äänekosken Huima         | 4:3       | Seinäjoen Sisu             |
| Valkeakosken Koskenpojat | 1:0       | Tampereen Kisa-Toverit     |
| Mikkelin Peli-Pojat      | 0:2       | Kotkan Työväen Palloilijat |
| Sudet Kouvola            | 2:3       | HJK Helsinki               |
| Vaasan PS                | 2:1       | Kalevan Pallo-Pojat        |
| Tornion Pallo -47        | 2:0       | Kuopion Pallotoverit       |
| Hyvinkään Apollo         | 0:8       | Lahden Reipas              |
| Lahden Palloseura        | 2:2 n. V. | Ådalens IF                 |
| Turun Pallokerho         | 2:5       | Turku PS                   |
| Oulun Palloseura         | 3:4       | Kokkolan Palloveikot       |
| RU-38 Pori               | 1:2       | Ilves-Kissat Tampere       |
| Kronohagens IF           | 4:1       | Helsingin Palloseura       |

### Wiederholungsspiel
|            | Ergebnis |                   |
| ---------- | -------- | ----------------- |
| Ådalens IF | 2:3      | Lahden Palloseura |

## 3. Runde
|                            | Ergebnis |                          |
| -------------------------- | -------- | ------------------------ |
| Lappeenrannan Pallo        | 0:2      | Lahden Pallo-Miehet      |
| Joensuun Palloseura        | 1:4      | Haka Valkeakoski         |
| Äänekosken Huima           | 1:1      | Valkeakosken Koskenpojat |
| Kotkan Työväen Palloilijat | 1:7      | HJK Helsinki             |
| Vaasan PS                  | 6:2      | Tornion Pallo -47        |
| Lahden Reipas              | 6:0      | Lahden Palloseura        |
| Turku PS                   | 3:2      | Kokkolan Palloveikot     |
| Ilves-Kissat Tampere       | 8:1      | Kronohagens IF           |

### Wiederholungsspiel
|                          | Ergebnis |                  |
| ------------------------ | -------- | ---------------- |
| Valkeakosken Koskenpojat | 1:2      | Äänekosken Huima |

## Viertelfinale
|                     | Ergebnis |                      |
| ------------------- | -------- | -------------------- |
| Lahden Pallo-Miehet | 1:2      | Haka Valkeakoski     |
| Äänekosken Huima    | 0:7      | HJK Helsinki         |
| Vaasan PS           | 1:5      | Lahden Reipas        |
| Turku PS            | 4:1      | Ilves-Kissat Tampere |

## Halbfinale
|                  | Ergebnis |              |
| ---------------- | -------- | ------------ |
| Haka Valkeakoski | 2:1      | HJK Helsinki |
| Lahden Reipas    | 6:1      | Turku PS     |

## Finale
| Paarung          | Haka Valkeakoski – Lahden Reipas |
| Ergebnis         | 1:0 (1:0) |
| Datum            | 20. Oktober 1963 |
| Stadion          | Olympiastadion, Helsinki |
| Zuschauer        | 14.052 |
| Tore             | 1:0 Esko Malm (36.) |
| Haka Valkeakoski | Martti Halme – Olli Mäkinen, Matti Nieminen, Pentti Niittymäki – Veijo Valtonen, Markku Lahti, Markku Kumpulampi – Esko Malm, Asko Mäkilä, Juhani Peltonen, Mauri Paavilainen. |